# تشاونسي لوميس
تشاونسي لوميس هو سياسي أمريكي، ولد في عقد 1780، وتوفي في 6 أبريل 1817. انتخب عضو جمعية ولاية نيويورك ‏ وانتخب عضو مجلس ولاية نيويورك ‏.